# 許筠

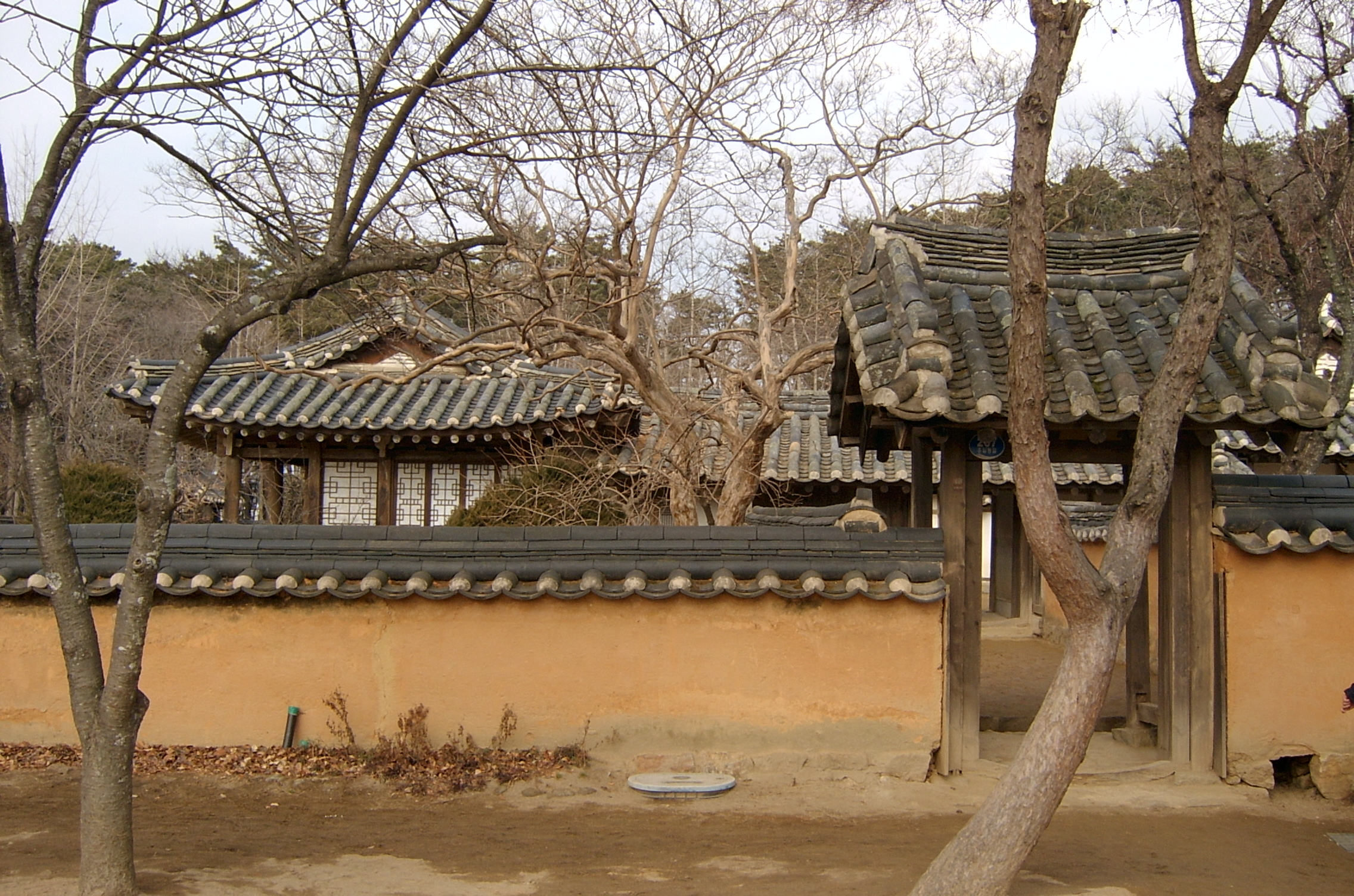
許氏の生家（江陵市）

許 筠（きょ いん、ホ・ギュン、허균、1569年 - 1618年）は、李氏朝鮮時代の文人・政治家・思想家・小説家。本貫は陽川許氏。字は端甫。号は蛟山（こうさん、キョサン、교산）、惺所（せいしょ、ソンソ、성소）、白月居士（はくげつこじ、ペグォルゴサ、백월거사）。ハングルで書かれた最古の小説『洪吉童伝』の作者。

## 一族
陽川許氏は高麗の開国功労者の許宣文の子孫であり、高麗末期の宰相の許珙を始め、当時の朝鮮にも多くの人材を輩出していた名門であった。同時代の同家出身の人物では医学者の許浚がいる。父の許曄（きょ よう、ホ・ヨプ、허엽、1517年 - 1580年）は碩学として名高く、29歳で文科挙に合格し副提学として朝鮮王の側近になった。また東人派（改革派官僚）の領袖として人望を集めた。しかし讒言から罷免され、後に復職したものの慶尚北道の尚州で客死した。
許筬（きょ せい、ホ・ソン、허성）・許篈（きょ ふう、ホ・ボン、허봉）の二人の兄も現代でいえば大臣クラスの官僚として活躍し、許筬は来日したこともある。また姉の許蘭雪軒（きょ らんせつけん、ホ・ナンソロン、허난설헌）は、わずか9歳で詩作を始めたという天才で、儒教道徳に厳しく、女性蔑視の風潮のあった李氏朝鮮時代には珍しい女流詩人である。

## 生涯
許曄の三男として生まれる。1594年、25歳で科挙に状元及第（首席合格）し官吏となる。春秋館（王朝の歴史を編纂する部署。時の王権も及ばないとされた）の記注官などを歴任し、政治に深く関与した。しかし父を早くに亡くした許筠は母に慈しまれて育ち、才子にありがちな傲岸不遜と軽はずみな言動があったといわれている。そのためか前後6回も罷免と復職を繰り返しているが、その原因の多くが思想問題である。許筠は儒教一辺倒の朝鮮の思想に行き詰まりを感じていた。形骸化しつつあった朱子学を批判し陽明学の「知行合一」を賞賛した。
詩作の師匠である李達は、「三唐詩人」といわれ、李白に匹敵する詩人とまで言われながら庶子出身ゆえに遇されず志を得なかった。また許筠の母親は正妻ではあったが父の継妻であり、兄姉とは母親が異なった。このため李達に深く影響を受け、庶子に対する差別をなくすべきだと公然と主張し、両班の庶子で組織された「庶孽党」と交際した。西学と呼ばれた西洋の思想に関心を持ち、1610年ごろ明に使臣として在任中洗礼を受け、朝鮮人で最初のキリスト教徒となったといわれている。そのときに家産を投じて4000巻あまりの書籍を購入したが、その中には文芸書のほかに当時禁書のはずの天主教関係の書籍も含まれていた。
光海君の信任を得て政治に深く関与していた許筠だったが、党争（官僚同士の派閥抗争）に巻き込まれる。腹心の部下が関わった不穏文書事件に連座したのである。この時期許筠の名は『朝鮮王朝実録』に185回も登場する。そしてついに1618年10月、無名の儒者の讒言によって叛乱計画の首謀者に問われた。南大門に光海君を誹謗する文書が貼り出され、それを許筠の仕業とされたのである。そして拘束されて3日後には充分な取調べもないまま凌遅刑に処せられた。当時の死刑は毒を賜って自ら仰ぐ「賜薬」とこの凌遅刑があるが、賜薬が日本の「切腹」に相応するのに対し、凌遅刑は非常な不名誉とされた。単なる斬首ではなく五体をバラバラにし、分断された体は全国の各所に曝された。斬るときは鈍刀で手足から切ったという。
光海君は燕山君と並んで朝鮮史上最悪の暴君として知られ、密告によって功労者や有能な人材が多く流罪や死罪になった。1622年光海君は王位を追われる。許筠が死んで4年後であった。

## 思想
許筠は当時一流の知識人でありながら、両班中心の社会であった朝鮮のシステムに改革を試みた人物であった。正室ではない母を持つ庶子たちは官職への途を閉ざされ、いくら能力があってもその力量を発揮することが出来なかった。庶子として冷遇された李達の門人であり、ジャンル問わずに様々な学問を吸収し、時代を超えた識見を持っていた許筠は、社会から疎外されていた庶子や賤民・女性たちも社会の一員として認定する、万民平等の新しい社会を提唱した。だが、性理学中心の身分社会であった当時の朝鮮にそんな思想が受容れられることは無かった。
許筠は自身の著作である「惺所覆瓿稿」の「遺才論」にて、『人の才能というのは身分性別を問わず、すべての人間に公平に与えられていて、その才能を十分活用して国を運営するためには人材の登用において何の差別もあってはいけない』と主張している。また同書に収録されている「豪民論」では、『世を動かせる原動力は民にあり、その中でも自分の意思で世を直そうとする豪民こそが社会で尊重されるべきである』と語っている。
彼の思想は、粛宗時代は剣契として、純祖以後は「平安道農民戦争」として生き続ける。

## 著作
- 「洪吉童伝」小説
- 「蛟山詩話」詩歌評論集
- 「識小録」随筆
- 「燗情録」グルメと飲酒道に関する随筆
- 「惺所覆瓿稿」詩文集
- 「蘭雪軒集」詩文集（編）
- 「屠門大嚼」地方グルメエッセイ（この本については許筠が著者という記載はなく、言語学的特徴や内容が反映する食文化の特徴から、19世紀説、特に19世紀後半とする見方が有力視されており、多くの研究者の間で共有されている認識です。ただし、1611年説も完全に否定されているわけではなく、根拠に基づいた有力な対立仮説として議論の対象となっている[1]。）

## 許筠が登場する作品

### 映画
- 『王になった男』2012年、演：リュ・スンリョン

### テレビドラマ
- 『宮廷女官キム尚宮』1995年、KBS、演：キム・ジョンギョル
- 『ホ・ギュン 朝鮮王朝を揺るがした男』2000年、KBS、演：チェ・ジェソン
- 『星から来たあなた』2013年-2014年、SBS、演：リュ・スンリョン
- 『王の顔』2014年、KBS、演：イム・ジギュ

## 参考資料
- 「李朝500年の民衆文学」 崔基鎬
- 「朝鮮小説史」 金台俊 平凡社